# Ли Сын У (футболист)
Ли Сын У (кор. 이승우?, 李昇祐?; 6 января 1998, Сувон, Республика Корея) — южнокорейский футболист, левый крайний нападающий бельгийского клуба «Сент-Трюйден» и сборной Южной Кореи.

## Клубная карьера
Ли Сын У воспитывался в системе клуба «Инчхон Юнайтед». В 2011 году состоялся его переход в «Ла Масию» — знаменитую академию «Барселоны». Согласно молодёжным правилам ФИФА, он не имел права выступать за каталонцев в официальных матчах до достижения восемнадцатилетнего возраста. Летом 2016 года Ли Сын У был переведён в резервную команду «сине-гранатовых». Он провёл за неё всего один матч в сезоне 2016/17. 31 августа 2017 года Ли Сын У подписал четырёхлетний контракт с «Вероной», сумма трансфера составила 1.5 млн евро. 24 сентября он дебютировал за свой новый клуб в матче итальянского первенства против «Лацио».

## Карьера в сборной
Ли Сын У выступал за юношескую и молодёжную корейские сборные. Он принимал участие на юношеском чемпионате мира 2015.